# حامد بیسارانی
ملا حامد بیسارانی معروف به کاتب‌الاسرار از شاعران قرن سیزدهم ایران است. وی در سال ۱۲۳۰ هـ.ق (۱۱۸۸ خورشیدی) در نزدیکی سنندج در قریهٔ بیساران به دنیا آمد و در زادگاه خود، بیساران، که از روستاهای هورامان ژاورود استان کردستان بود، به تحصیل پرداخت. پس از آن‌که مقدمات را تمام کرد به شهر سنندج سفر کرد. در ۲۰سالگی (چنان‌که خود گفته‌است) با عارفی متقی به نام حاج محمدصدیق سنندجی که از مریدان مولانا خالد شهرزوری (ذی‌الجناحین نقشبندی) بوده‌است آشنا شده‌است و طریقهٔ نقشبندی را از او اخذ کرد و به سیر و سلوک پرداخت. پس از وفات حاج محمدصدیق (در سال ۱۲۵۱ هـ.ق) سنندج را ترک گفته و به عراق رفت و تحصیلات خود را در آنجا از سر گرفت. در همین اوقات با شیخ عثمان سراج‌الدین تویلی آشنا شد. چندی بعد باز راهِ سنندج را در پیش گرفت و دوباره به تحصیل پرداخت. اما علاقه‌اش به عرفان، وی را به‌سوی دارالارشاد تویلی در عراق کشاند و قصیده‌ای را به‌عنوان ره‌آورد حضور شیخ انشا کرد.
ملا حامد این بار دیگر به تمامی دست از همهٔ کارها کشید و در کنج خانقاه به سیر و سلوک پرداخت و زیر نظر و مراقبت معنوی شیخ، از وارستگی قدم به دایرهٔ آراستگی گذارد. آنگاه شیخ سراج‌الدین او را پس از اعطای اجازه و خلعت خلافت، ندیم و منشی مخصوص خود قرار داده و دستور داد وی را به نام «کاتب‌الاسرار» بخوانند. 
ملا حامد آثار و تألیفاتی هم داشته‌است، ازجمله شرحی بر مثنوی معنوی از مولانا جلال‌الدین مولوی نوشته‌است. آغاز این کتاب اشعاری است بر وزن مثنوی که دو بیت آخر آن تاریخ تألیف است. پس از آن، مقدمه را به نثر چنین دنبال کرده‌است:
اما بعد؛ حقیر فقیر بی‌بضاعت، بندهٔ سرافکندهٔ قلیل‌الاستطاعه و گمشدهٔ بَیدای بی‌سروسامانی ــ ملا حامد بن ملا علی المشهور به بیسارانی ــ بعد از آن‌که روزگاری به صرف و لعب صرف کردم، گرانمایه عنفوان جوانی را قاید توفیق مرا به سعادت دریافت قبول شهریار مسند وصول حضرت پیر روشن‌ضمیر کامل و مکمل عثمان ثانی رسانید و با این نااهلی مقیم آستان علیه‌اش گردانید. الآن که تاریخ ۱۲۸۱ هجری [قمری] است، از سی سال کمی کم یا زیادت در این آستان، که آشیان راستان است، شرفِ سکونت دست داده، "اگرچه به کار شکاری نیایم — طفیل سگانش کنم زندگانی"...
.
یکی دیگر از آثار ملا حامد بیسارانی کتاب ریاض‌المشتاقین است که مشتمل بر یک مقدمه، سه روضه و یک خاتمه می‌باشد. مقدمه در بیان تشرف نویسنده است به حضور مرشد و کسب طریقت. روضهٔ اول در بیان شرح حال  خالد ذی‌الجناحین است. روضهٔ دوم در بیان شرح حال شیخ سراج‌الدین. روضهٔ سوم در ذکر دلایل اثبات طریقه و صحت آن و رد اعتراض مخالفین و معاندین است. خاتمه در بیان قسمتی از مناقب امام ربانی مجدد الف ثانی است. آغاز این کتاب چنین است:  
زینت طغرای دولت ابدیه و زیور سرلوحهٔ کتاب سعادت سرمدیه، سپاس و ستایش آفریدگاری است جَلَّ شأنُه که مَحامدِ حامدانِ ملأ اعلی از نسخهٔ جامعهٔ مقاماتش حرفی است، بلکه نقطه‌ای، و معارفِ عارفانِ حلقهٔ اصطفا از دریای ذخارِ کراماتش ظرفی است، بلکه قطره‌ای...
.
از دیگر تألیفات ملا حامد، شرحی است فارسی بر منظومهٔ گلشن راز شبستری، شرحی بر منظومهٔ ابن رسلان به فارسی و منظومه‌ای به کردی در عقاید است. 
ملا حامد بیسارانی از عالمان نام آور عصر خویش نیز بسیار تاثیر پذیرفته که از جمله ی آنها می توان به شیخ عثمان سراج الدین ته ویلی ، مولانا احمد نودشی ، مولوی کرد و ... را نام برد.